# 山口貴士
山口 貴士（やまぐち たかし、1976年1月11日 - ）は、日本を中心に活動する弁護士。日本の弁護士資格の他、アメリカ合衆国・カリフォルニア州弁護士の資格を持っている。

## 人物
1976年生まれ。1982年から1988年までアメリカ合衆国ニューヨーク州ライブルックに育つ。慶應義塾志木高等学校、慶應義塾大学法学部卒業。1999年10月、司法試験に合格。2000年3月、慶應義塾大学大学院法学研究科前期博士課程修了、修士（法学）。2001年10月に第54期司法修習を修了し弁護士登録した後、虎ノ門総合法律事務所に所属。2003年10月に紀藤正樹が所長を務めるリンク総合法律事務所へ移籍。NGO-AMIの理事を務める。
日本脱カルト協会理事で事務局長、近未來通信被害対策弁護団事務局次長、松文館裁判主任弁護人、わいせつ物陳列の罪に問われたろくでなし子の代理人、AV人権倫理機構理事等をつとめる。
日英バイリンガルで、2001年10月東京弁護士会、2015年12月カリフォルニア州に、それぞれ弁護士登録。オタク文化に詳しい。「ヤマベン」の愛称もある。

## 主張
2013年12月より始まったCG児童ポルノ論争で、検察側が、1980年代に出版された女児の裸の写真集を参考にしたもので児童ポルノにあたると主張したのに対して、実在しない人物を描いた芸術作品であり、刑事罰の対象にはならない、と主張した。
漫画などへの規制に対して、表現の自由は一度規制されると回復しがたい、実在する子どもが映されている児童ポルノと創作物を区別するべきと主張している。子どもの裸が出てくるだけで児童ポルノだとしたら、手塚治虫の『火の鳥』も禁止されると懸念を表明した。
表現の自由については、特に創作表現の自由の問題に取り組んでおり、コミックマーケットの理念に影響を受けたことがその原点となったと述べている。コミックマーケット51(1996年12月)より運営に携わっている。
児童ポルノ法や東京都の青少年健全育成条例が強化され、絵に対しても規制が進むこと、警察による意図的な別件逮捕の危険性、市民のプライバシー侵害を理由に児童ポルノの単純所持処罰化に反対し続けている。
ろくでなし子が女性器の3Dデータを支援者に配付して逮捕された際、1957年に「チャタレイ夫人の恋人」のわいせつ裁判で示された3要件を満たしておらず、犯罪は成立しないと主張した。
選択的夫婦別姓制度について、同姓を支持する人の権利も全くないがしろにされることのない制度で、当然導入すべき、としている。
ウィキペディア日本語版を“非常に便利”、“重宝しています”と評価しながら、“責任者を決めない限り、権力からの干渉や不当な圧力に対し、気骨のある毅然とした対応をとることは難しいと思います”と指摘。イオンド大学の項目が、2007年上旬に同大関係者を称する人物からのクレームを受け管理者の手により実質的に白紙化され保護となった事件についても“日本の関係者だけで素人判断をするのではなく、記事の執筆者に根拠を示し、表現の正当性を主張する機会を与えた上で、ウィキメディア財団に判断をさせるべきだったと思います。クレームをつけた側の言い分を一方的に受け入れることは、ウィキペディアの信用性を損なうだけだと思います”と苦言を呈している。

## 関連事件

### カルト対策
主に統一教会などのカルト団体の被害者の救済、カルトの宗教の社会的問題への対策などに取り組んできた。日本脱カルト協会の理事、全国霊感商法対策弁護士連絡会のメンバーである。

### ホーム・オブ・ハート
栃木県那須町の「ホーム・オブ・ハート」の関係施設で「子どもが虐待されている」との通報により、1歳〜15歳の児童5人が栃木県の県北児童相談所に一時保護されたが、のちに栃木県より「虐待ではない」とされた件に関し、一時保護された子ども5人と通報時不在であった16歳の子ども1人から、ニュース報道と事実は大きく異なり虚偽告発や報道であるとして、2004年11月1日、虐待の通報をした紀藤正樹らとともに損害賠償請求裁判の訴えを代理人を務める伊藤芳朗に起こされた。民事裁判の争いでは、双方、和解している。また、ホームオブハートから紀藤とともに懲戒請求がなされたが、第二東京弁護士会は両者を懲戒しないという決定をした。

### 森友学園問題
2017年3月23日、森友学園問題に関する籠池泰典に対する国会証人喚問において、3月21日代理人となり、証人喚問においては補佐人を務めた。同日の日本外国特派員協会における記者会見にも同席し、通訳が"surmise"と訳し、ニュアンスの伝達が不十分と感じられた『忖度』について英語で解説した。

### ろくでなし子騒動におけるC.R.A.C.との討論会
ろくでなし子の夫であるマイク・スコットのバンド、ザ・ウォーターボーイズが2017年9月に発売した「アウト・オブ・オール・ディス・ブルー」に収録されている「ヤマベン」（Yamaben）という曲は山口とろくでなし子のやり取りを題材としている。

### 漫画村
著作者に無断でアップロードされた人気漫画などを載せた海賊版サイト「漫画村」運営者とみられる人物に関する情報を、米国での民事訴訟手続きのディスカバリーを通じて得ることに成功した。作品を無断で掲載されていた漫画家が原告となった訴訟で、漫画村にコンテンツ配信ネットワーク（CDN）サービスを提供していたクラウドフレア社に対し、課金関係資料の提出を求める罰則付召喚令状（Subpoena（サピーナ））を送付。届いた資料を元にPayPal子会社に対し、資料の提出を求める召喚令状を送付し、サーバー契約者の資料が届いたことで、米国での訴訟を取り下げた。
また、別件で漫画家の赤松健からの依頼を受けて提起した民事訴訟においても、漫画村に広告料を支払って出稿しており、漫画村による著作権侵害を幇助したとして被告とした広告代理店2社に対し、2021年12月21日、東京地裁で請求の満額にあたる計1,100万円の支払いを命じる判決を得た。広告代理店らは控訴したが、2022年6月29日、知的財産高等裁判所は一審判決を支持し、控訴を棄却した。

### プレカリアートユニオン
2020年6月、プレカリアートユニオンのアルバイトとして別の労働組合を結成し、ユニオンに団体交渉を求めるなどしていた元アルバイトの組合員のうち2名が、ユニオンの総会（大会）の決議のうち、2015年9月19日から口頭弁論終結日までのユニオンの執行委員長をはじめとする役員を選任する決議のすべてが不存在である旨の確認を求める訴訟を東京地方裁判所に提起した。訴訟告知を受けた数名の元組合員と数社の企業が原告側で補助参加し、これを受けて裁判所も合議体で審理に臨んだ。原告側は玉真聡志、多賀野司、大石眞人弁護士、被告となったユニオンは山口貴士、佐々木大介弁護士が訴訟代理人を務めた。
2024年2月28日、地裁民事11部（労働部）須賀康太郎裁判長は、原告側の請求を全て認め、ユニオンの2015年9月19日から2023年9月9日までの総会で役員を選任する決議の全てを法律上は不存在と確認する判決を言い渡し、原告の元アルバイトの組合員2名に対する除名処分などについても、法律上は不存在で、原告の元アルバイト2名は組合員としての地位を失っていないと事実認定した。ユニオンは控訴したが、11月13日、東京高等裁判所第17民事部吉田徹裁判長は、2024年5月26日の総会の不存在確認を求める原告側の附帯控訴とともにユニオンの控訴も棄却し、原判決を維持した。ユニオンは最高裁判所に上告したが、山口は判決直前の2025年6月27日に代理人弁護士を辞任し、その後7月2日にプレカリアートユニオン全面敗訴の判決が言い渡された（第三小法廷・林道晴裁判長）。
本事件の地裁判決は、「代議員選任のための直接無記名投票が実施されなかったことから、労働組合に対する総会決議不存在確認請求が認められた例」などとして判例タイムズ、労働経済判例速報、労政時報等の判例誌に掲載されている。

## 著書
- 紀藤正樹、山口貴士『カルト宗教―性的虐待と児童虐待はなぜ起きるのか』アスコム、2007年2月28日。ISBN 978-4776203933。
- 日本脱カルト協会（浅見定雄、櫻井義秀、西田公昭、山口貴士、杉本誠ほか）『カルトからの脱会と回復のための手引き』遠見書房、2009年2月10日。ISBN 978-4904536018。